# Ryszard Kinalski
Ryszard Jerzy Marian Kinalski (ur. 27 lutego 1929 we Lwowie, zm. 22 lutego 2023 w Dworakach-Staśkach) – polski neurofizjolog, prof. dr hab.

## Życiorys
Był synem Mariana i Olgi. 10 listopada 1969 obronił pracę doktorską Badania elektromiograficzne stanu napięcia spoczynkowego mięśni karku w spondylosis cervicalis,  23 lutego 1979 habilitował się na podstawie pracy zatytułowanej Diagnostyka elektromiograficzna uszkodzenia korzeni nerwowych i wielkości przepukliny jądra miażdżystego w dolnym odcinku kręgosłupa u 100 chorych operowanych. Kryteria porównawcze i zbieżności wyników badań elektromiograficznych, neurologicznych i radykulograficznych. W 2000 uzyskał tytuł profesora. Pracował w Klinice Rehabilitacji na Wydziale Pielęgniarstwa i Ochrony Zdrowia Akademii Medycznej w Białymstoku.
Został zatrudniony na stanowisku profesora w Klinice Rehabilitacji na Wydziale Nauk o Zdrowiu Uniwersytetu Medycznego w Białymstoku, w Wyższej Szkole Kosmetologii i Ochrony Zdrowia w Białymstoku, oraz w Katedrze i Zakładzie Neurofizjologii Klinicznej na Wydziale Nauk o Zdrowiu Collegium Medicum im. Ludwika Rydygiera w Bydgoszczy Uniwersytetu Mikołaja Kopernika.
Awansował na stanowisko profesora nadzwyczajnego w Wyższej Szkole Medycznej w Białymstoku.
Był członkiem Komitetu Rehabilitacji, Kultury Fizycznej i Integracji Społecznej PAN i kierownikiem w Katedrze i Zakładzie Neurofizjologii Klinicznej na Wydziale Nauk o Zdrowiu Collegium Medicum im. Ludwika Rydygiera w Bydgoszczy Uniwersytetu Mikołaja Kopernika.

## Odznaczenia i wyróżnienia
- Srebrna Odznaka AZS[1]
- Złota Odznaka Towarzystwa Walki z Kalectwem, odznaką "za Wzorową Pracę w Służbie Zdrowia"[1]
- Srebrny Krzyż Zasługi[1]
- Medal prof. Wiktora Degi[1]
- Medal Komisji Edukacji Narodowej[1]